# Ivan V.
Ivan V. Alexejevič (rusky Иван V Алексеевич Романов) (27. srpna/6. září 1666 – 29. ledna/8. února 1696) byl ruský car, syn cara Alexeje I. Michajloviče z dynastie Romanovců.

## Mládí

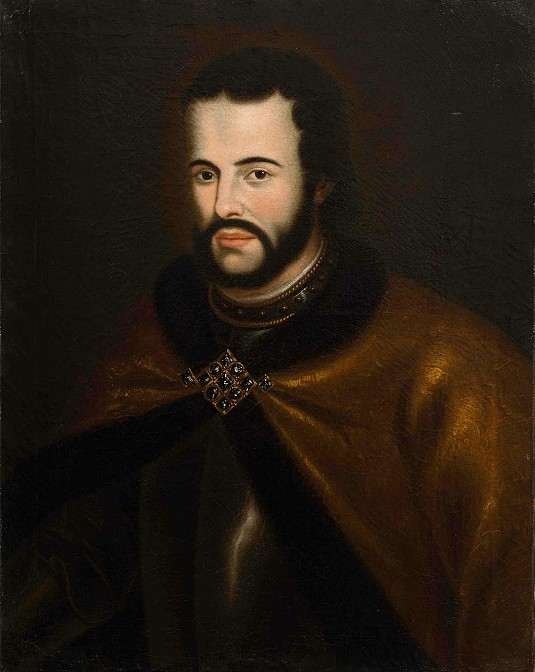
Ivan V.

Ivan V. byl až čtvrtým synem cara Alexeje I. a jeho první ženy Marie Iljiničny Miloslavské; dva jeho nejstarší bratři však zemřeli již v dětském věku ještě za života otcova, třetí bratr, Fjodor, zemřel bezdětný po šesti letech vlády v jedenadvaceti letech. Na trůn měl nastoupit jako věkem po něm nejstarší v roce 1682. Šestnáctiletý mladík byl chatrného zdraví (jako ostatně všichni synové cara Alexeje I. s Marií Miloslavskou), flegmatický a pasivní, údajně v důsledku duševní poruchy. Protože byl uznán za nezpůsobilého vládnout, bojaři se rozhodli předat trůn jeho nejmladšímu, polorodnému bratrovi (syna druhé ženy Alexeje I., Natálie Naryškinové), tehdy desetiletému Petrovi, zatímco Ivan se stal jeho spoluvládcem; fakticky se však vlády chopila jejich sestra Sofie Alexejevna.
O Ivanu Alexejeviči se říkalo, že byl slabomyslný, což však možná byla pomluva, kterou rozšířili Naryškinovi (rod, z něhož pocházela druhá žena Alexeje I. a potažmo carevič Petr) v období urputného boje o vládu, který vedli s Miloslavskými (rod, z něhož pocházela první žena Alexeje I. a tedy i její syn Ivan). Nacházeje se v samotném centru tohoto boje, Ivan Alexejevič se ani jednou nepokusil přijmout v něm aktivní účast a neprojevil zájem o panovnické záležitosti. Jeho lhostejnost a snad i odpor k vládnutí mohly být současníky chápány jako projev slabomyslnosti.

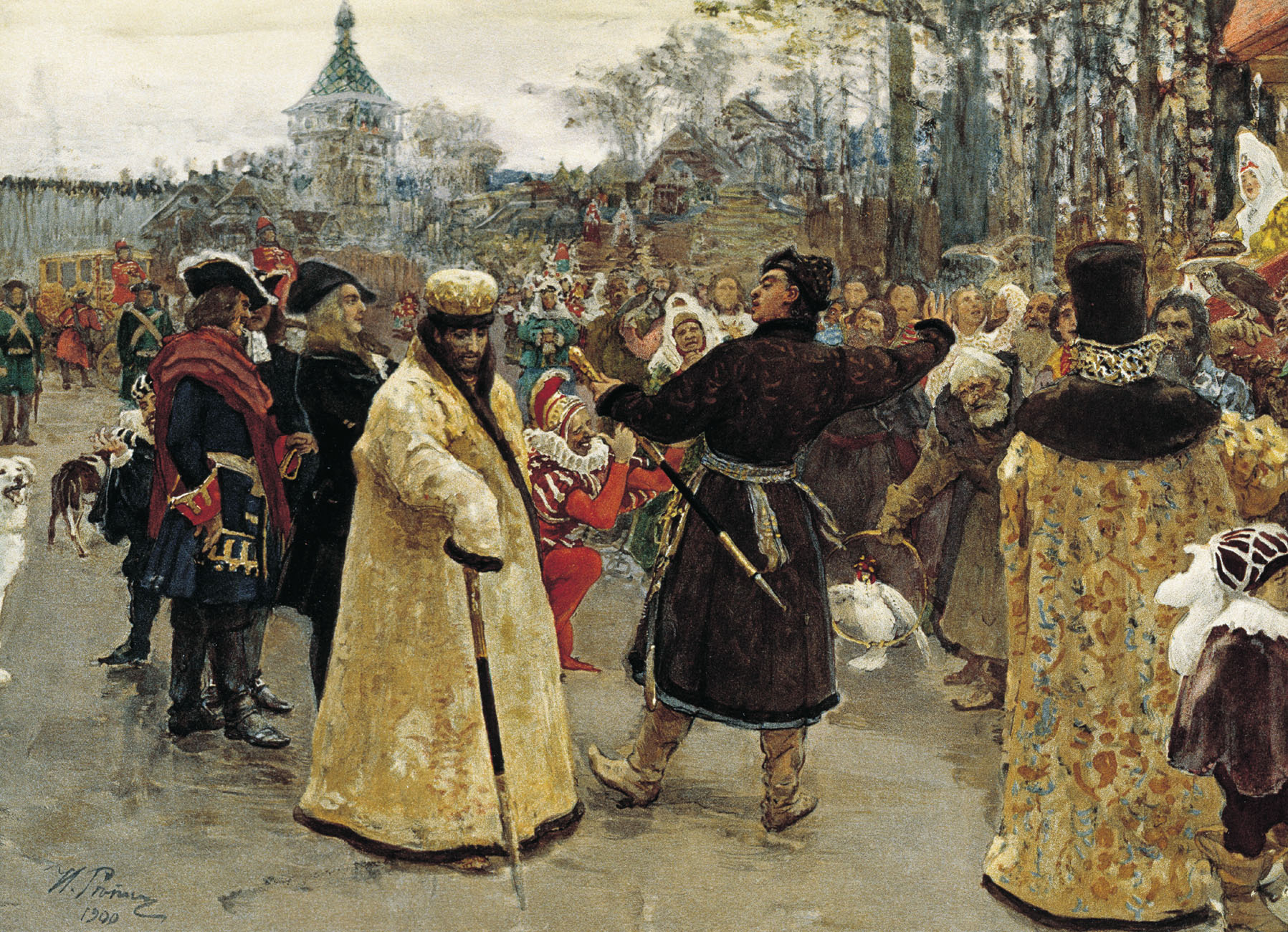
Dva carové - Ivan V. a Petr I. Veliký

## Nastoupení k vládě
Oba bratři, jeden chorý, druhý nedospělý, se nemohli podílet na tomto boji o vládu. Místo nich se ho účastnili jejich příbuzní: za Ivana sestra Sofie Alexejevna a Miloslavští, rodina jeho matky; za Petra pak Naryškinovi – příbuzní Petrovy matky, druhé ženy Alexeje I. Důsledkem těchto bojů bylo tzv. povstání střelců v roce 1682, po němž byla vláda předána Sofii Alexejevně. Patriarch Joakim totiž podal návrh prohlásit za cary oba bratry – Ivana jako staršího cara, Petra jako mladšího cara a jako regentku ustanovit Sofii Alexejevnu.
22. června 1682 byli Ivan V. a Petr I. v Uspenském chrámu Moskevského kremlu celebrováni na cary. Byl pro ně postaven speciální trůn se dvěma sedadly (v současnosti uložen v muzeu kremelské Zbrojnice).
Do roku 1689 panování Ivana a Petra bylo pouze nominální, faktickou vládu vykonávala Sofie Alexejevna, opírající se o klan Miloslavských a své favority – Vasilije Golicyna a Fjodora Šaklovitého. V roce 1689 došlo k roztržce mezi Sofií a Petrem, jejímž důsledkem bylo odstavení Sofie od vlády. V té době Petr posílá Ivanovi list, v němž píše:
A nyní, bratře gosudare, nadchází čas nám oběma osobám Bohem určeným carstvím vládnout, neboť jsme dosáhli dospělosti, a třetí ostudné osobě, sestře naší, s našimi dvěma mužskými osobami v titulech ani v řešení věcí podřízen býti nehodlám; k tomu by se ani vůle tvoje, mého bratra gosudara, nesklonila, protože ona začala vstupovat do záležitostí a titulovat se bez našeho svolení; k tomu ještě se carským vínkem chtěla zdobit k naší pohaně. Sprosto je, gosudare, při naší dovršené dospělosti, té ostudné osobě vládnout místo nás! Tobě pak, bratře gosudare, oznamuji a prosím: dovol mi, gosudare, svým otcovským svolením, pro lepší náš užitek a pro uklidnění lidu, učinit podle příkazů pravdivých soudů, a nekalé vyměnit, aby se tím vládnutí naše naplnilo. A když, bratře gosudare, budeme spolu, pak vše uvedeme do náležitého stavu; a já jsem hotov tebe, bratra gosudara, jako otce ctít.
List byl očividně adresován člověku zcela duševně zdravému, není to jen zdvořilostní akt: v tomto okamžiku bylo pro Petra velmi důležité zajistit si podporu bratra, nebo, v krajním případě, alespoň jeho nevměšování.

## Podíl na vládě
Třebaže byl Ivan nazýván „starším carem“, prakticky nikdy se přímo nezabýval státními záležitostmi, kromě obřadních ceremoniálů, kde byla účast cara nezbytná, a cele se věnoval rodině.
V letech 1682–1689 vládla Rusku Sofie Alexejevna, v roce 1689 se faktické vlády chopil rod Naryškinových, oficiálně zastoupený carevnou Natálií Kirillovnou, po jejíž smrti v roce 1694 se vláda ocitla v rukou jejího syna Petra Velikého.
Ivan Alexejevič žil nejdéle ze všech dětí mužského pohlaví carevny Marie Miloslavské, ale již v 27 letech byl zcela zchátralý, špatně viděl a byl postižen ochrnutím.
Zemřel nečekaně 29. ledna/8. února 1696 v Moskvě v třiceti letech věku a byl pochován v Archangelském chrámu Moskevského kremlu.

## Rodina
V roce 1684 se Ivan oženil s Praskovjou Fjodorovnou Saltykovovou (1664–1723). Z manželství vzešlo pět dětí, z nichž první dvě dcery zemřely v útlém věku:
- Marie Ivanovna (1689–1692);
- Feodosija Ivanovna (1690–1691);
- Kateřina Ivanovna (1691–1733), provdala se za knížete Karla Leopolda Meklenbursko-Zvěřínského (1678–1747); jejich dcera Anna Leopoldovna byla matkou cara Ivana VI., který vládl v letech 1740–1741;
- Anna Ivanovna (1693–1740), ruská carevna v letech 1730–1740;
- Praskovja Ivanovna (1694–1731), provdaná za generála Ivana Iljiče Dmitrijeva-Mamonova (1680–1730) ze starého ruského rodu Rurikovců, pozbyvšího knížecí titul